# Moe Herscovitch
Montgomery Hart Herscovitch, detto Moe (27 ottobre 1896 – 21 luglio 1969), è stato un pugile canadese.

## Palmarès

### Olimpiadi
- Bronzo a Anversa 1920 nei pesi medi.